# Кубок Швейцарії з футболу 1926—1927
Другий розіграш Кубка Швейцарії з футболу, що проводився з 5 вересня 1926 по 3 квітня 1927 року.

## Попередній раунд
| Команда 1             | Рахунок | Команда 2           |
| --------------------- | ------- | ------------------- |
| 05.09.1925            |         |                     |
| Алльшвіль             | 2:1     | Стад Лозанна Уши    |
| Баден                 | 1:3     | Спарта Шафгаузен    |
| Балльшпіельклуб Цюрих | 6:2     | Діана Цюрих         |
| Беллінцона            | 3:2     | Ноймюнштер Цюрих    |
| Бекс                  | 5:2     | Делемон             |
| Безінґен              | 1:3     | Веве                |
| Бургдорф              | 3:2     | Гельветік Базілія   |
| Централ Фрібур        | 0:6     | Монте               |
| К'яссо                | 5:1     | Волен               |
| Флавіль               | 3:4     | Арбон               |
| Лісталь               | 1:3     | Фройнфельд          |
| Люцерн                | 4:2     | Романсгорн          |
| Мадреш                | 1:6     | Блек Старз (Базель) |
| Монтро-Спортс         | 7:4     | Лангенталь          |
| Нойгаузен             | 2:6     | Кіккерс Люцерн      |
| Ерлікон/Поліцай       | 1:4     | Біршвельден         |
| Ольтен                | 3:0     | Конкордія Івердон   |
| Расінг Лозанна        | 3:1     | Брайте Базель       |
| Рененз                | 8:2     | Тун                 |
| Зеєбах                | 5:4     | Горґен              |
| Тесс                  | 3:0     | Локарно             |
| Вікторія Берн         | 3:1     | КС Біль             |
| Зегрінгія Берн        | 1:2     | Вілльнев-Спортс     |

## 1/32 фіналу
| Команда 1           | Рахунок | Команда 2              |
| ------------------- | ------- | ---------------------- |
| 03.10.1926          |         |                        |
| Аарау               | 0:3     | Ла Шо-де-Фон           |
| Арбон               | 1:2     | Вельтгайм              |
| Базель              | 0:2     | Олд Бойз               |
| Бурґдорф]           | 0:4     | Расінг Лозанна         |
| Беллінцона          | 9:2     | Вінтертгур Спортверен  |
| Біль-Б'єнн          | 0:4     | Ксамакс                |
| Блю Старз Цюрих     | 3:0     | Кройцлінген-Еммісгофен |
| Брюль Санкт-Галлен  | 4:1     | Сіріус Цюрих           |
| К'яссо              | 6:0     | Геніґґ                 |
| Конкордія Базель    | 1:2     | Грассгоппер            |
| Етуаль Каруж        | 4:1     | КАА Женева             |
| Форвард Морґес      | 4:2     | Стад Ньйон             |
| Фройнфельд          | 5:3     | Санкт-Галлен           |
| Фрібур              | 2:0     | Алльшвіль              |
| Гренхен             | 8:1     | Вілльнев-Спортс        |
| Кіккерс Люцерн      | 1:0     | Спарта Шафгаузен       |
| Кляйгюнінґен        | 2:0     | Балльшпіельклуб Цюрих  |
| Лозанна             | 1:4     | Серветт Женева         |
| Ла Тур-де-Пельц     | 2:1     | Бекс                   |
| Лугано              | 11:4    | Санкт Йоганн Базель    |
| Люцерн              | 0:4     | Янг Фелловз Цюрих      |
| Мінерва Берн        | 1:2     | Веве                   |
| Монте               | 1:3     | Блек Старз (Базель)    |
| Монтро-Спортс       | 1:3     | Берн                   |
| Нордштерн Базель    | 3:0     | Гакоах Цюрих           |
| Орбе                | 0:4     | Золотурн               |
| Рененз              | 3:4     | Етуаль Ла Шо-де-Фон    |
| Зеєбах Цюрих        | 0:5     | Тесс                   |
| Уранія Женева Спорт | 2:0     | Вікторія Берн          |
| Вінтертур           | 4:0     | Біршвельден            |
| Янг Бойз            | 4:0     | Ольтен                 |
| Цюрих               | 4:1     | Ред Стар Цюрих         |

## 1/16 фіналу
| Команда 1           | Рахунок | Команда 2           |
| ------------------- | ------- | ------------------- |
| 07.11.1926          |         |                     |
| Берн                | 3:0     | Уранія Женева Спорт |
| Блек Старз (Базель) | 1:7     | Золотурн            |
| Брюль Санкт-Галлен  | 5:2     | Кляйгюнінґен        |
| Ксамакс             | 1:3     | Етуаль Ла Шо-де-Фон |
| Форвард Морґес      | 1:2     | Етуаль Каруж        |
| Фройнфельд          | 4:11    | Грассгоппер         |
| Гренхен             | 3:1     | Серветт Женева      |
| Ла Шо-де-Фон        | 2:0     | Фрібур              |
| Ла Тур де Пайльц    | 4:3     | Расінг Лозанна      |
| Кіккерс Люцерн      | 1:6     | Янг Фелловз Цюрих   |
| Нордштерн Базель    | 3:2     | Блю Старз Цюрих     |
| Олд Бойз            | 2:4     | Лугано              |
| Тесс                | 2:0     | Вінтертур           |
| Янг Бойз            | 7:0     | Веве                |
| Цюрих               | 2:0     | Беллінцона          |
| 28.11.1926          |         |                     |
| Вельтгайм           | 1:3     | К'яссо              |

## 1/8 фіналу
| Команда 1         | Рахунок | Команда 2           |
| ----------------- | ------- | ------------------- |
| 05.12.1926        |         |                     |
| К'яссо            | 1:6     | Лугано              |
| Етуаль Каруж      | 0:3     | Берн                |
| Грассгоппер Цюрих | 10:0    | Тесс                |
| Гренхен           | 3:2     | Ла Шо-де-Фон        |
| Нордштерн Базель  | 5:1     | Цюрих               |
| Ла Тур де Пайльц  | 2:3     | Золотурн            |
| Янг Бойз          | 6:3     | Етуаль Ла Шо-де-Фон |
| 02.01.1927        |         |                     |
| Янг Фелловз Цюрих | 2:1     | Брюль Санкт-Галлен  |

## Чвертьфінали
| Команда 1         | Рахунок | Команда 2   |
| ----------------- | ------- | ----------- |
| 6.02.1927         |         |             |
| Лугано            | 2:3     | Грассгоппер |
| Нордштерн Базель  | 1:0     | Гренхен     |
| Золотурн          | 0:1     | Берн        |
| Янг Фелловз Цюрих | 4:0     | Янг Бойз    |

## Півфінали
| Команда 1        | Рахунок | Команда 2         |
| ---------------- | ------- | ----------------- |
| 6.3.1927, 15:00  |         |                   |
| Берн             | 0:2     | Грассгоппер       |
| Нордштерн Базель | 2:3     | Янг Фелловз Цюрих |

| 6 березня |

| «Нордштерн»           | 2:3 | «Янг Фелловз Цюрих»                  |
| --------------------- | --- | ------------------------------------ |
| 7' Букко 40' Леонгард |     | 63' Мунтвілер 85' Гайнріх 97' Лайбер |

| «Ранкгоф», Базель Глядачів: 5000 Арбітр: Едмонд Дізеранс (Лозанна) |

- Нордштерн: Грюнайзен, Шлехт, Гайне I, Обенгаузер, Меєр, Гайне II, Флюбахер, Госслі (Гайдіг, 46), Афлербах, Букко, Леонгард.
- Янг Фелловз: Ульріх, Гааг, Губелі, Гайнріх, Дьюркович, Мацокко, Гехлер, Вінклер, Лайбер, Мунтвилер, Кегрлі.

| 6 березня |

| «Берн» | 0:2 | «Грассгоппер»                      |
| ------ | --- | ---------------------------------- |
|        |     | 50' Франкенфельд 76' Макс Абегглен |

| «Нойфельд», Берн Глядачів: 5000 Арбітр: Жак Гіррле (Базель) |

- Берн: Перелло, Рамзеєр, Шнеєбелі, Кіхнер, Остервальдер, Зібер, Штемпль, Бранд, Вайсс, Мольтені, Кільхманн.
- Грассгоппер: Паше, Готенк'єні, Де Век, Нойєншвандер, В. Вайлер, де Лаваллаз, Франкенфельд, Андре Абегглен, М. Вайлер, Макс Абегглен, Чиррен.

## Фінал
Фінальний матч був зіграний 3 квітня 1927 на стадіоні «Феррлінбук» у Цюриху.
| Команда 1   | Рахунок | Команда 2         |
| ----------- | ------- | ----------------- |
| Грассгоппер | 3:1     | Янг Фелловз Цюрих |

| 3 квітня |

| «Грассгоппер»                    | 3:1» | «Янг Фелловз Цюрих» |
| -------------------------------- | ---- | ------------------- |
| 55' 75' Чиррен 72' Макс Абегглен |      | 46' Мунтвилер       |

| «Феррлібук», Цюрих Глядачів: 10000 Арбітр: Пауль Руфф (Берн) |

- Грассгоппер: Шарль Паше, Густав Готенк'єні, Едмонд Де Век, Макс Нойєншвандер, Вальтер Вайлер, Поль де Лаваллаз, Еріх Франкенфельд, Андре Абегглен, Макс Вайлер, Макс Абегглен, Гастон Чиррен. Тренер: Ізідор Кюршнер
- Янг Фелловз: Седлачек, Жан Гааг, Губелі, Мацокко, Дьюркович, Гайнріх, Гехлер, Вінклер, Лайбер, Мунтвілер, Кегрлі. Тренер: Йожеф Вінклер